# 1937年フランクリン・ルーズベルト大統領就任式
第32代アメリカ合衆国大統領のフランクリン・ルーズベルトの2回目の就任式は、1937年1月20日にワシントンD.C.のアメリカ合衆国議会議事堂のイーストポルティコで行われた。これは38回目となる大統領就任式であり、大統領のフランクリン・D・ルーズベルトと副大統領のジョン・ナンス・ガーナーの2期目の始まりとなった。これはアメリカ合衆国憲法修正第20条の批准後に初めて1月20日に行われた大統領就任式となった。また副大統領が上院議場ではなく大統領就任演説台で宣誓を行ったのもこれが初めてであった。
当日は午前中からずっと雨が降っており、就任式終了後すぐに群衆は解散した。